# Park City (Illinois)
Park City és una ciutat dels Estats Units a l'estat d'Illinois. Segons el cens del 2000 tenia 6.637 habitants.

## Demografia
Segons el cens del 2000, Park City tenia 6.637 habitants, 2.600 habitatges, i 1.578 famílies. La densitat de població era de 2.228,3 habitants/km².
Dels 2.600 habitatges en un 36,2% hi vivien nens de menys de 18 anys, en un 43% hi vivien parelles casades, en un 12,3% dones solteres, i en un 39,3% no eren unitats familiars. En el 32,7% dels habitatges hi vivien persones soles el 7,2% de les quals corresponia a persones de 65 anys o més que vivien soles. El nombre mitjà de persones vivint en cada habitatge era de 2,55 i el nombre mitjà de persones que vivien en cada família era de 3,31.
Per edats la població es repartia de la següent manera: un 27,9% tenia menys de 18 anys, un 11,5% entre 18 i 24, un 36,8% entre 25 i 44, un 16,7% de 45 a 60 i un 7,1% 65 anys o més.
L'edat mediana era de 30 anys. Per cada 100 dones de 18 o més anys hi havia 103,4 homes.
La renda mediana per habitatge era de 36.508 $ i la renda mediana per família de 42.387 $. Els homes tenien una renda mediana de 30.767 $ mentre que les dones 26.089 $. La renda per capita de la població era de 18.595 $. Aproximadament el 6,1% de les famílies i el 8% de la població estaven per davall del llindar de pobresa.

## Poblacions properes
El següent diagrama mostra les poblacions més properes.